# Organisation des femmes iraniennes
L'Organisation des Femmes iraniennes (OFI) était une organisation œuvrant pour les droits de femmes. Elle a été fondée en 1964 avec la princesse Ashraf Pahlavi pour présidente. Cette organisation prend la suite du Haut Conseil des femmes qui avait été fondé en 1949 par Ashraf Pahlavi.

## Histoire
Le Haut Conseil avait ouvert des bureaux dans tout le pays, se concentrant sur la santé, l'éducation et le travail bénévole. En 1964, il devient l'Organisation des femmes iraniennes (OFI).
L'OFI s'occupait de centre sociaux, dont le nombre était monté en Iran à 97 en 1976. Ces centres avaient diverses activités : aide à l'enfance, formation, planning familial et conseil légaux, entre autres. 
L'année 1975 a été très active pour l'OFI : les délégations iraniennes ont participé à de nombreux rassemblements internationaux, dont la Conférence des Nations unies pour les droits de la femme au Mexique, lors de laquelle la princesse Ashraf propose la création d'un institut de recherche et de formation pour les affaires des femmes, finalement fondé à Téhéran.
De plus, l'OFI mène des recherches sur plusieurs sujets liées aux femmes, notamment sur des questions sociales, économiques et politiques. Elles étaient destinés à proposer des normes nouvelles, afin d'assurer des conditions plus équitables pour les femmes.
En 1978, à la veille de la révolution iranienne, l'organisation possédait 349 bureaux, 113 centres et chapeautait 55 autres organisations qui s'occupaient de la santé et du bien-être féminins. Le dernier registre indique que plus d'un million de femmes utilisaient ces services. La plupart des centres ont été fermés après la révolution. 